# Calvin Hard

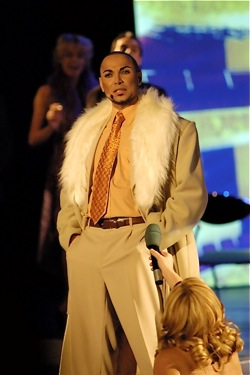
Calvin Hard in der Stadthalle Alsdorf Gaudí (Musical) in der Neuinszenierung von John und Kaybee Cashmore (2005–2007)

Calvin Hard ist ein deutscher Sänger und Musicaldarsteller.

## Werdegang
Der deutsche Sänger Calvin Hard absolvierte klassische Ausbildungen in Konzertgitarre, Klavier und Gesang. Seine ersten Auftritte hatte er bereits im Alter von 10 Jahren. Inspiriert vom Gitarristen Thomas Buhé zog es ihn zunächst zum Jazz und zur Rhythmik. Dabei lernte er neben seinen musikalischen Ausbildungen auch die darstellende Kunst zu schätzen, den Tanz und insbesondere die Pantomime. Calvin Hard startete zugleich eine langjährige Show- und Steptanzausbildung.
Als Musiker, Performer und Leadsänger im Orchester, Big-Band, Theater und Studio sammelte Calvin Hard weitere musikalische Erfahrungen. Calvin Hard produzierte individuelle und auf seine Persönlichkeit zugeschnittene Gala-Entertainment-Programme wie die mehrfach preisgekrönte Show um den US-amerikanischen Popsänger Michael Jackson. Calvin Hard gewann 1994 die Nachfolgesendung der Rudi Carrell Show "Songs im Saloon" im WDR. 1997 gewann Calvin Hard die von Endemol produzierte Soundmix Show mit Linda de Mol bei RTL unter der Jury von Caterina Valente.
Calvin Hard wirkte in der Zeit von 1996 bis 1998 im Musical GAUDÍ von Eric Woolfson (The Alan Parsons Project) in der Inszenierung von Elmar Ottenthal und unter der künstlerischen Produktionsleitung von Wolfgang Link. Dort verkörperte er die Hauptrolle des Filmproduzenten Mark Winner und gab sein Debüt im eigens dafür erbauten Musical Dome Köln. Das Musical war dabei so erfolgreich, dass es unter kommerzieller Verwertung in Köln insgesamt über 1 Million Zuschauer aufweisen konnte. Das Kultmusical GAUDÍ wurde 2005 bis 2007 mit dem Original Cast Renée Knapp, Calvin Hard und John Cashmore in einer Neuinszenierung, unter der Choreografin und Regisseurin Kim Duddy zurück auf die Bühnen gebracht.

## Diskografie
Singles
- 1999: Wir werden immer zu dir steh'n (1. FC Nürnberg)
- 2014: Please Hold The Line
- 2014: Why Should We Be Apart
- 2015: Love Affair
- 2015: Be Mine
- 2015: Always
- 2016: Back On Top

## Auszeichnungen
- 1994 – Goldenes Mikrofon WDR „Songs im Saloon“
- 1997 – Goldenes Mikrofon RTL Endemol „Soundmix Show“